# Harwich
Harwich er en engelsk havneby i den sydøstlige del af landet. Selve havnen hed tidligere Parkeston Quay, nu omdøbt til Harwich International Port.
Der er færgeforbindelser til Hoek van Holland ved Rotterdam. Den historiske rute Esbjerg-Harwich blev nedlagt pr. 29. september 2014.